# Belvédère (Francia)
Belvédère (in italiano Belvedere) è un comune francese di 677 abitanti, situato nel dipartimento delle Alpi Marittime della regione della Provenza-Alpi-Costa Azzurra. I suoi abitanti sono chiamati Belvédérois, cioè Belvederesi.

## Geografia fisica
Il paese di Belvedere domina la riva sinistra della Vesubia, alla confluenza con la Gordolasca ed il villaggio di Roccabigliera vecchia, e sovrasta anche il nuovo comune di Roquebillière, situato sulla riva destra del fiume Vesubia.

## Storia
Il villaggio di Belvedere è conosciuto dal XII secolo sotto il nome di Belveder, poi Belveser verso il 1210, Bellovider in un'inchiesta del 1252, diviene Villa de Bellovidere nel 1388, nel momento della dedizione di Nizza alla Savoia, prima di fissarsi definitivamente sul suo nome attuale di Belvédère, dal tardo latino bellum, bello o bel e videre, vedere, cioè un luogo da cui si domina tutto un panorama.
Come la maggior parte dei villaggi della vallata, e in particolare Roccabigliera nel fondovalle del fiume Vesubia, è duramente toccato da un terremoto nel 1564. Seguono i terremoti del 20 luglio 1564, che distrusse la metà delle abitazioni, del 1566, che fece 80 morti, e del 15 gennaio 1644.
Anche le malattie colpiscono duramente, la peste a Belvedere nel 1629 ed il colera, sia a Belvedere che a Roccabigliera, nel febbraio 1764, e nel 1751, anche un incendio devasta una gran parte del paese.
Il comune di Belvedere, fin dal 1388, ha seguito con la contea di Nizza, le vicende storiche prima della Contea di Savoia e del Ducato di Savoia, e poi dopo il Congresso di Vienna, dal 1815 al 1860, le sorti del Regno di Sardegna-Piemonte, per essere poi annesso alla Francia.
In seguito al Trattato di Torino, la frontiera ricalca lo spartiacque tra il Piemonte e l'antica Contea di Nizza, divenuta francese.
In seguito a piogge violente, che durano quasi un mese e mezzo, il 24 novembre 1926, un'enorme frana di terreni distaccatisi da Belvédère e scesi verso Roquebillière, fa 15 morti e distrugge un terzo di quest'ultimo villaggio.
Nel 1947, il territorio comunale ritrova i suoi limiti primitivi, i vecchi confini che aveva perduti nel 1860, con il Trattato di Torino, a beneficio dell'Italia. Infatti tra il 1860 ed il 1947, la frontiera italiana discendeva nella valle della Gordolasca sotto la frazione di San Grato (Saint-Grat).

### Simboli
Lo stemma trae ispirazione dal blasone della famiglia Raynardi, conti di Belvédère (d'azzurro, a tre spighe di nardo d'oro; al capo cucito del primo, caricato di una volpe del secondo); questo antico stemma richiamava l'assonanza con il nome della famiglia sia con la presenza della volpe (in francese renard) che di tre nardi (trois nards).

## Società

### Evoluzione demografica
Abitanti censiti